# Markku Tuokko
Markku Martti Tuokko (ur. 24 czerwca 1951 w Nurmo, obecnie część Seinäjoki, zm. 20 lutego 2015 w Lohji]) – fiński lekkoatleta, specjalista rzutu dyskiem i pchnięcia kulą, medalista mistrzostw Europy w 1978.
Odpadł w kwalifikacjach rzutu dyskiem na mistrzostwach Europy w 1974 w Rzymie. Zwyciężył w tej konkurencji na uniwersjadzie w 1975 w Rzymie. Na igrzyskach olimpijskich w 1976 w Montrealu odpadł w kwalifikacjach rzutu dyskiem. Zajął 10. miejsce w pchnięciu kulą na halowych mistrzostwach Europy w 1977 w San Sebastián.
Podczas zawodów finałowych pucharu Europy w 1977 w Helsinkach Tuokko pierwotnie wygrał konkurs rzutu dyskiem, lecz następnie wykryto u niego (i u dwóch innych fińskich lekkoatletów: skoczka wzwyż Asko Pesonena i oszczepnika Seppo Hovinena) stosowanie niedozwolonego dopingu w postaci sterydów anabolicznych. Początkowo wszyscy trzej zawodnicy zostali dożywotnie zdyskwalifikowani przez IAAF, lecz w sierpniu 1978 przywrócono im prawa zawodnicze po apelacji złożonej przez Fińską Federację Lekkoatletyczną.
Tuokko zdobył srebrny medal w rzucie dyskiem na mistrzostwach Europy w 1978 w Pradze, przegrywając tylko z Wolfgangiem Schmidtem z Niemieckiej Republiki Demokratycznej, a wyprzedzając Imricha Bugára z Czechosłowacji. Zajął 4. miejsce w pchnięciu kulą na halowych mistrzostwach Europy w 1979 w Wiedniu. Zdobył srebrny medal w rzucie dyskiem na uniwersjadzie w 1979 w Meksykiu, za Wolfgangiem Schmidtem. 
Zajął 9. miejsce w rzucie dyskiem na igrzyskach olimpijskich w 1980 w Moskwie i 10. miejsce w pchnięciu kulą na halowych mistrzostwach Europy w 1981 w Grenoble, a na mistrzostwach Europy w 1982 w Atenach miał wszystkie próby nieważne w kwalifikacjach rzutu dyskiem.
Był mistrzem Finlandii w rzucie dyskiem w latach 1977 i 1979–1982
Dwukrotnie poprawiał rekord Finlandii w rzucie dyskiem do rezultatu 68,12 m, osiągniętego 5 maja 1979 we Fresno. Jego rekord poprawił dopiero w 2001 Timo Tompuri rzutem na odległość 69,62 m. 
Jego rekord życiowy w pchnięciu kulą wynosił 20,03 m (uzyskany 18 sierpnia 1979 w Mikkeli).